# Democrática Chiapaneca
Democrática Chiapaneca är en ort i Mexiko.   Den ligger i kommunen Tonalá och delstaten Chiapas, i den sydöstra delen av landet, 700 km sydost om huvudstaden Mexico City. Democrática Chiapaneca ligger 32 meter över havet och antalet invånare är 519.
Terrängen runt Democrática Chiapaneca är platt åt sydväst, men åt nordost är den kuperad. Runt Democrática Chiapaneca är det ganska glesbefolkat, med 50 invånare per kvadratkilometer. Närmaste större samhälle är Tonalá, 2,6 km öster om Democrática Chiapaneca. Omgivningarna runt Democrática Chiapaneca är en mosaik av jordbruksmark och naturlig växtlighet.